# CfA2長城
天體物理學中心2長城（英語：The Center for Astrophysics 2 Great Wall），又称北方长城或后发座长城，是宇宙中已知的第二大超結構。它是由星系構成的星系纖維状結構，長五億光年、寬三億光年、厚一千五百萬光年，距離地球二億光年遠。於1989年被天文學家瑪格利特·蓋勒和約翰·修茲勞從天文物理中心的CfA紅移巡天數據中發現。
由於受到地球所在的星系，銀河盤面遮蔽，不知道長城究竟延伸至何處。來自銀河的氣體和塵埃遮蔽掉了天文學家的視野，因此不能確定這座長城是繼續延伸下去，還是已經結束在我們能觀測到的位置上。長城這樣的結構被假設與暗物質像蜘蛛網一樣的糾結在一起，而暗物質又被認為是宇宙中更大尺度的結構。暗物質對一般物質的重力，而這一般物質是否就是天文學家眼中構成如此細長的長城的超星系團的物質，都仍有待探索。目前所知最長的長城是2003年由史隆數位巡天數據中發現的史隆長城，他距離地球10億光年，長達13.7億光年。